# بيط صغير
بيط صغير (الاسم العلمي: Bittium nanum) هو نوع من الرخويات يتبع جنس البيط من الفصيلة القرطيونية.